# Samuel Corcós
Samuel Corcós (Mallorca, s. XV-XVI), va ser un cartògraf mallorquí, d'origen jueu, que forma part del grup de dibuixants i il·lustradors de cartes geogràfiques que s'ha conegut amb el nom d'escola de cartografia mallorquina, ja que treballaren en aquesta illa entre els segles XIV i XVII.
Es considera que Samuel Corcós va ser ensenyat com a mestre de mapamundis i brúixoles per Jafudà Cresques. En un document de 1390 Corcós consta com servent i aprenent de Jafudà Cresques, aleshores tenia 20 anys. Corcós diu que l'ofici que ha après al costat de Jafudà Cresques, mestre de cartes de navegar, és el de fer brúixoles i d'il·luminador.
Batiat el 1391 amb el nom de Macià de Viladesters. Es conserven dos mapamundis signats amb el seu nom. Un va ser dibuixat el 1413 i adquirit pel prior de la cartoixa de Jesús Natzarè de Valldemossa. Va ser traslladat a la cartoixa de Valldecrist de Sogorb. El 1857 es va vendre a la Biblioteca Nacional de París. L'altra carta, de 1420, es conserva a la Biblioteca Medicea-laurenziana de Florència. En el seu moment degué ensenyar l'ofici al seu germà Joan de Viladesters, que dibuixà un mapamundi datat el 1428 i conservat al Museu d'Istanbul.